# Funky house
Funky house is een muziekgenre dat gekenmerkt wordt door het energieke en goed dansbare ritme dat alle nummers doorspekt.
Vroeger werd dit genre vooral toegeschreven aan Franse producers/dj's, maar tegenwoordig is dit achterhaald. 
Bekende artiesten uit het genre zoals Fedde Le Grand, Laid Back Luke en de Sickindividuals combineren de funky house ook wel met "Latin Beats" en andere housegenres.
Bekende Funky House-feesten zijn onder andere Bacardi Batbeats, Houselovers en Sneakerz.

## Bekende artiesten
Bekende artiesten die het genre vertegenwoordigen, zijn:
- Joey Negro
- Axwell
- Hott 22